# Oligia tonsa
Oligia tonsa là một loài bướm đêm trong họ Noctuidae.